# Neuroradiologia delle emorragie
La neuroradiologia delle emorragie si avvale in prima istanza della tomografia computerizzata in quanto è una metodica di agevole e rapida esecuzione in regime di urgenza ed è molto sensibile e specifica nel rilevare gli stravasi ematici intracranici. Il primo quesito a cui risponde la TC è distinguere gli eventi emorragici da quelli ischemici, in seconda battuta lo stesso esame permette di capire se il sanguinamento è intraparenchimale o extraassiale (in sede extradurale, sottodurale o subaracnoidea). L'ematoma intracranico è definito tipico se colpisce i nuclei della base, il ponte di Varolio o il nucleo dentato del cervelletto, mentre negli altri casi è definito atipico (spesso in questi casi causato da tumori o malformazioni vascolari sanguinanti), L'ultimo quesito in cui le tecniche angio-RM e angio-TC permettono di rispondere è l'indagine dell'albero vascolare, utile per un'eventuale pianificazione neurochirurgica (utile soprattutto per gli ematomi atipici e l'emorragia subaracnoidea). La RM in fase subacuta e cronica permette di distinguere l'emorragia dall'infarto ischemico.

## Semeiotica TC

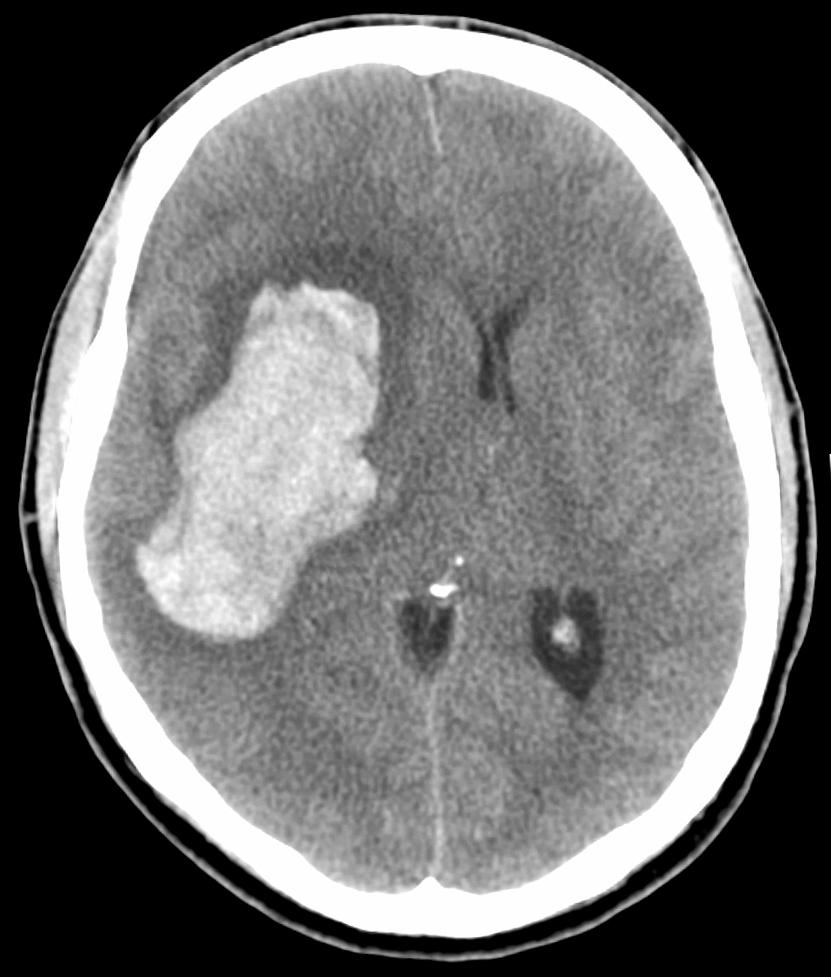
Emorragia intraparenchimale associata a edema e a spostamento delle strutture della linea mediana da effetto massa. Il sangue stravasato, fortemente iperdenso, appare "bianco come l'osso" mentre l'edema è evidente come un alone ipodenso intorno alla lesione.

L'ematoma cerebrale cambia aspetto all'esame TC man mano che evolve nel corso del tempo. In fase iperacuta l'emorragia cerebrale appare di norma iperdensa, dato che sono descritte anche lesioni iso o ipodense se particolarmente ricche di acqua; successivamente nella fase acuta l'ematoma si retrae perdendo acqua e apparendo quindi praticamente sempre iperdenso (con valori intorno a 60-80 HU, fanno eccezione a questa regola solo i pazienti fortemente anemici).
In fase subacuta precoce si osserva una diminuzione della densità in senso centripeto, con una velocità di circa 1,5 HU/die. Tale fenomeno è dovuto alla degradazione ossidativa dell'eme a metaemoglobina (maggiore in periferia in quanto qui c'è maggior apporto di ossigeno).
Dopo 10 giorni circa (fase subacuta tardiva) l'ematoma appare ipodenso rispetto al parenchima sano e mostra impregnazione periferica ad anello dopo somministrazione di mezzo di contrasto.
In fase cronica le piccole emorragie possono non lasciare alcun segno, nel 35-40% dei casi residuano ipodensità di forma ovalare, nel 25% residuano ipodensità lineari mentre nel 10-15% dei casi permangono delle calcificazioni.

## Segnale RM nelle emorragie intracraniche
Il rilassamento protonico e la suscettibilità magnetica sono i due fenomeni fisici che condizionano il segnale RM a livello delle aree emorragiche intracraniche.
Il rilassamento protonico è un fenomeno secondario al rilascio di energia quando si interrompe l'impulso di radiofrequenza; tale fenomeno differisce per differenti configurazioni dell'emoglobina.
La suscettibilità magnetica è la capacità di una sostanza di indurre una magnetizzazione del campo magnetico in cui è introdotta, che può essere positiva o negativa. Tale fenomeno è tipico delle sostanze ferromagnetiche come l'emoglobina ed è meglio visibile utilizzando sequenze gradient echo oppure SWI (queste ultime sono particolarmente adatte per distinguere le aree emorragiche da piccoli depositi emosiderinici, calcificazioni e vasi).
È quindi possibile dividere i fattori che influenzano questo segnale RM in intrinseci ed estrinseci (tali fattori tutti assieme rendono complesso lo studio di questa patologia).
I fattori intrinseci sono i seguenti:
- ossigenazione o meno dell'emoglobina (influenzata dalla sede dell'emorragia)
- numero di ossidazione del ferro
- integrità delle emazie
- ematocrito
- grandezza del coagulo e sua retrazione
- eventuale presenza di edema.

I fattori estrinseci sono i seguenti:
- intensità del campo magnetico principale
- tipologia di sequenze
- potenza dello scanner RM.

All'inizio dell'emorragia i globuli rossi sono integri e pieni di ossiemoglobina (che chela uno ione ferroso Fe++), col passare del tempo le emazie si lisano e l'emoglobina prima si riduce a deossiemoglobina (mantenendo lo ione ferroso ma perdendo l'ossigeno) e infine si ha la degradazione ossidativa (più evidente nelle zone adiacenti a tessuti vascolarizzati) con ossidazione dello ione ferroso a ione ferrico Fe+++ che invece di legare una molecola di ossigeno ne lega una di acqua. Tali fenomeni quindi nel loro insieme sono caratterizzati da quattro tipi di emoglobina caratterizzati da differente segnale RM che si producono in sequenza nel tempo modificando il segnale RM nel contesto dell'area emorragica:
- ossiemoglobina (emoglobina fisiologica legata a molecole di ossigeno) - molecola diamagnetica
- deossiemoglobina (emoglobina senza ossigeno legato) - molecola paramagnetica
- metaemoglobina (emoglobina degradata legata a una molecola di acqua) - molecola paramagnetica
- emicromo (emoglobina in cui un gruppo istidinico in più della catena polipeptidica è legato all'eme) - molecola diamagnetica[3].

## Semeiotica RM
Il segnale RM come già detto si modifica nel tempo, cosa che consente di distinguere le seguenti fasi:
- iperacuta (prime 4-6 ore)
- acuta (7-72 ore)
- subacuta precoce (da 4 a 7 giorni)
- subacuta tardiva (da una a quattro settimane)
- cronica (nel giro di alcuni mesi)
- cronica tardiva (mesi o anni).

La fase iperacuta è caratterizzata da rottura del vaso e presenza nell'area emorragica di ossiemoglobina ancora dentro emazie integre ma rigonfie (sferociti). L'ematoma è già circondato da edema. Il segnale delle lesioni in questa fase è isointenso nelle sequenze T1 pesate e iperintenso in quelle T2 pesate. Le sequenze a TR lungo mostrano segnale ipointenso a livello del bordo edematoso. In tale fase tale quadro RM è identico all'ischemia in quanto l'ossiemoglobina è diamagnetica e non emette quindi segnale (la lesione si comporta come una raccolta di acqua libera).
Nella fase acuta il coagolo si retrae, la parete dei gobuli rossi è ancora integra ma questi assumono un aspetto spiculato (echinociti) e sono ora pieni di deossiemoglobina paramagnetica. Il segnale della lesione è quindi isointenso nelle sequenzeT1 pesate e fortemente ipointenso in quelle T2 pesate con aspetto "a bersaglio" più ipointenso al centro rispetto alla periferia. L'edema periferico è inoltre incrementato in dimensioni ed è visibile alle sequenze a TR lungo come già illustrato. Le sequenze Gradient Echo mostrano calo di segnale rispetto alla fase iperacuta.

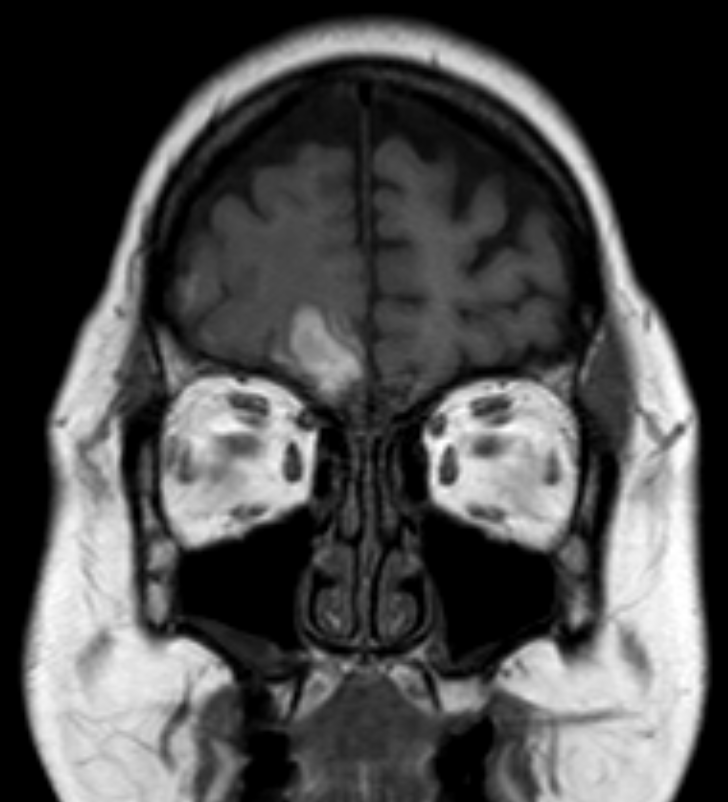
Emorragia frontale iperintensa nelle sequenze T1 pesate (fase subacuta)

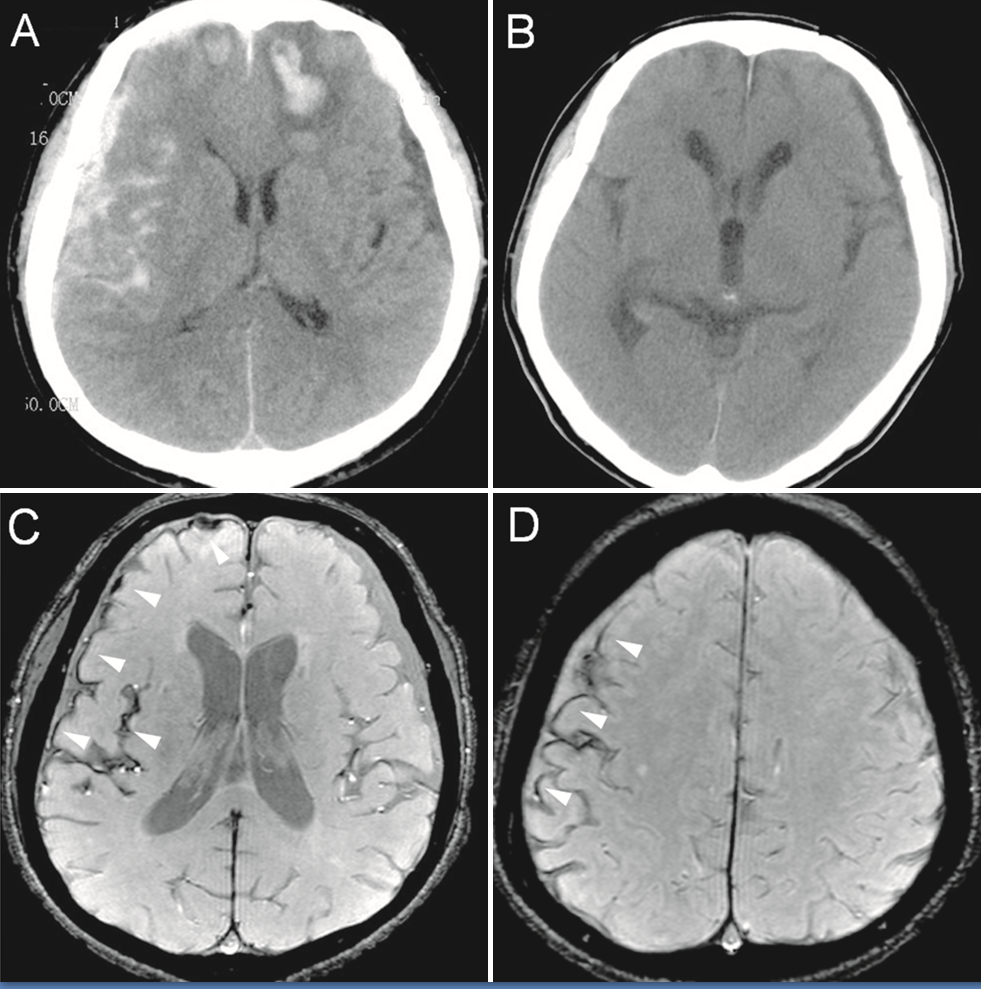
Emorragia intraparenchimale traumatica in sede frontotemporale destra ben visibile alla TC come area nettamente iperdensa (A). All'esame TC eseguito dopo 26 settimane si osserva residuo slargamento del ventricolo laterale di destra (B), mentre le sequenze RM T2* Gradient Echo mostrano una rima di deposito di emosiderina lungo la convessità ("tatuaggio emosiderinico" visibile in fase cronica, foto C e D).

Nella fase subacuta precoce si ha presenza di metaemoglobina ancora contenuta nei globuli rossi (piccoli sferociti), più rappresentata alla periferia della lesione. La presenza della metaemoglobina rende la lesione iperintensa nelle sequenze T1 pesate e ipointensa in quelle T2 pesate con aspetto "a bersaglio" (nelle sequenze T1 pesate la periferia appare iperintensa e il centro ancora ipointenso, mentre in quelle T2 pesate si osserva assenza di segnale in periferia e iso-ipointensità al centro). L'edema periferico è ancora presente e le sequenze Gradient Echo mostrano lo stesso segnale della fase acuta.
Nella fase subacuta tardiva si ha lisi dei globuli rossi con rilascio della metaemoglobina nel fluido extracellulare. La raccolta ematica diventa quindi iperintensa sia nelle sequenze T1 sia in quelle T2 pesate per incremento dell'acqua libera. La metaemoglobina viene quindi degradata ulteriormente in emicromo e fagocitata dai macrofagi che la convetono in emosiderina, la quale si deposita alla periferia della lesione, riducendo in tale sede l'intensità del segnale in T1 e T2. Le sequenze Gradient Echo mostrano ulteriore caduta del segnale per via delle suscettibilità magnetica positiva dell'emosiderina.
La fase cronica è caratterizzata da rimozione dalla lesione delle sostanze paramagnetiche. Nella fase cronica precoce il centro pertanto appare ancora iperintenso in T1 e T2 con ipointensità periferica, mentre successivamente (fase cronica tardiva) la lesione collassa e diventa indistinguibile da una raccolta fluida (ipointensa in T1 e iperintensa in T2). Le sequenze GE mostrano segnale incrementato dovuto alla permanenza dell'emosiderina a livello del bordo della lesione anche per anni (tatuaggio emosiderinico).

### Parametri morfologici
La RM consente anche di comprendere l'eziologia del sanguinamento. L'emorragia spontanea da ipertensione (la causa più frequente) è localizzata di solito a livello dei nuclei della base e della capsula interna (ma anche di altre sedi tipiche come ponte, cervelletto e talamo), in quanto i rami perforanti che irrorano queste zone, tributari dell'arteria cerebrale media, del tronco basilare o dei rami cerebellari, sono vasi di terzo ordine originanti da uno di primo ordine e quindi più sensibili alla forza d'urto dell'onda sfigmica. In alcuni casi è necessario ricorrere alle tecniche angiografiche, di angio-TC o angio-RM per localizzare la sede del sanguinamento.
Gli ematomi da emorragie spontanee a genesi ipertensiva sono di solito ovalari e a margini ben definiti, tuttavia forme irregolari sono possibili ma sono più tipiche di genesi ischemiche, neoplastiche o da malformazioni vascolari. In caso di genesi neoplastica di norma l'ematoma ingloba la lesione non rendendola più visibile o mostrandola come un difetto di riempimento, maggiormente evidente alla TC o alla RM durante la fase subacuta.
L'ematoma da emorragia ipertensiva è di solito singolo; ematomi multipli sono tipici dell'angiopatia amiloide e di neoplasie, difetti della coagulazione e infarti multipli.

### Ematomi secondari ad altra patologia
L'infarto emorragico rappresenta il 25% delle cause di emorragia cerebrale intraparenchimale e può avere eziologia arteriosa o venosa.
Nell'infarto arterioso un'ischemia prolungata che si risolve può portare a riperfusione di un albero vascolare danneggiato che successivamente si rompe. In questi casi lo stravaso ematico di solito interessa la corteccia e ha pertanto all'imaging un aspetto giriforme. In questi casi il primo segno RM rilevabile da diatesi delle emazie è una tenue iperintensità nele sequenze SE a TR lungo e GE T2* pesate attorno all'area coinvolta che appare invece francamente iperintensa in T2 (da ischemia), mentre nei casi più gravi si osserva un quadro RM più simile all'emorragia ipertensiva. L'evoluzione è analoga a quella delle altre emorragie intraparenchimali.
L'infarto venoso è più spesso causato da infezioni dell'orecchio, da neoplasie o da stati di ipercoagulabilità. Tale infarto è praticamente sempre seguito da un'emorragia intraparenchimale, più spesso interessante la sostanza bianca. In questi casi la RM permette di evidenziare in modo accurato la sede e l'estensione del trombo venoso causale, che presenta segnale nel lume vasale che varia nel tempo in modo simile a quello di un'emorragia intraparenchimale (in fase cronica la vena va in fibrosi e compaiono circoli collaterali di compenso). Le sequenze TOF 2D e a contrasto di fase consentono inoltre un agevole studio del flusso ematico in questi casi clinici.
Le neoplasie possono essere causa indiretta di emorragia intraparenchimale (ad esempio per alterazione della coagulazione come avviene nelle leucemie) oppure causa diretta se una lesione neoplastica primitiva o secondaria in sede intracranica sanguina.
Circa il 5% dei tumori primitivi intracranici di origine gliale sanguina spontaneamente nella storia clinica del paziente (glioblastoma, ependimoma, oligodendroglioma); come anche l'adenoma ipofisario. Il sanguinamento di un adenoma ipofisario può provocare compressione o strozzamento del peduncolo afferente alla ghiandola, con conseguente sua ischemia e infarto emorragico non dissimile da quello già descritto sopra (apoplessia pitutaria). Anche i trattamenti medici o radioterapici a carico dei tumori ipofisari possono produrre gli stessi effetti, così come la sindrome di Sheehan. Tumori metastatizzanti in sede intracranica che sanguinano molto facilmente sono il melanoma e i carcinomi polmonare, tiroideo, renale e il coriocarcinoma.
La diagnosi differenziale radiologica fra emorragia intraparenchimale spontanea e secondaria a patologia neoplastica non è sempre agevole (nelle prime fasi solo la sede atipica, la morfologia irregolare, il segnale disomogeneo o la presenza di numerose sedi indicative per metastasi, sono indice di una possibile genesi neoplastica); in questi casi la medicina nucleare può aiutare tramite l'utilizzo di radiofarmaci oncotropi tramite la scintigrafia con 99mTc-MIBI o la tomografia a emissione di positroni eseguita somministrando 11C-metionina, 18F-DOPA o 18F-tirosina. L'utilizzo del mezzo di contrasto in RM nel sospetto di lesione metastatica può permettere di identificare ulteriori lesioni metastatiche non sanguinanti o mostrare aumento di un "difetto di riempimento" presente a livello della regione emorragica (che rappresenta la lesione sanguinante). Anche l'evoluzione del segnale RM nel tempo può essere disomogenea in quanto l'ossigenazione all'interno dei tessuti neoplastici non è uniforme. 

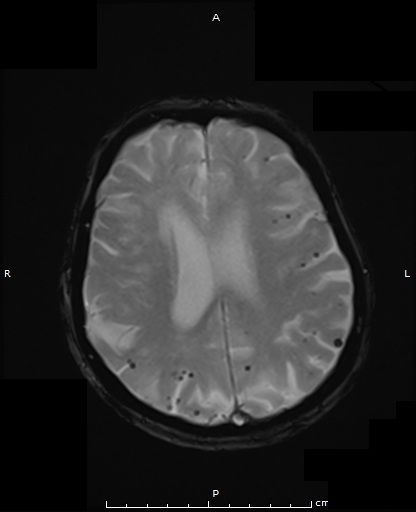
Angiopatia amiloide cerebrale. Alle sequenze T2 Gradient Echo si osservano multipli depositi puntiformi di emosiderina nettamente ipointensi

L'emosiderina assente o che mostra un anello incompleto attorno alla lesione è un segno patognomonico di ematoma da sanguinamento di lesione neoplastica. Anche l'edema perilesionale ha evoluzione differente in quanto nelle lesioni neoplastiche sanguinanti tende ad aumentare nel tempo (al contrario di quanto avviene nelle emorragie spontanee). I tumori sanguinanti presentano segnale iperintenso nelle sequenze T2, FLAIR e DP a livello del bordo della lesione sia per la presenza dell'edema sia per la presenza del tessuto neoplastico infiltrante, entrambi iperintensi in queste sequenze.
L'angiopatia amiloide cerebrale è un'altra causa di emorragie intraparenchimali. La forma di malattia sporadica si suppone sia la causa del 25% degli ictus emorragici dell'anziano, mentre esiste anche una variante genetica a trasmissione autosomica dominante. La forma sporadica si manifesta con emorragie multiple frontali e parietali mentre l'altra si evidenzia con emorragie ricorrenti. La causa di queste emorragie è sempre il deposito di beta-amiloide a livello dei vasi cerebrali che determina la loro stenosi e la formazione di microaneurismi a rischio rottura. La malattia interessa i vasi di piccolo calibro (corticali e leptomeningei). La forma sporadica è correlata con la malattia di Alzheimer ed è causa del 5-12% delle emorragie nei pazienti normotesi. Nei pazienti affetti alla RM si evidenziano emorragie multiple con diverso grado di evoluzione. Le sequenze Gradient Echo in questi pazienti spesso evidenziano multipli depositi puntiformi di emosiderina causati da precedenti episodi emorragici misconosciuti, come anche piccoli infarti parcellari. Le patologie che entrano in diagnosi differenziale sono il cavernoma (che però presenta tipico aspetto a "pop corn" alla RM), l'encefalopatia ipertensiva cronica e le teleangectasie.